# Malwarebytes Anti-Malware
（惡意軟體字節公司，簡稱）是一款可偵測並移除惡意軟體、勒索軟體、漏洞利用的應用程式。 它是由malwarebytes公司於2008年1月釋出初版。它有免費版和付費版。前者需手動執行掃描，可偵測並移除惡意軟體；後者比起前者多了排程掃描、即時防護、快閃記憶體掃描等功能。自第1.75版起，新增掃描壓縮檔內檔案的能力。

## 總覽
MBAM 宣稱可偵測到許多其他防毒軟體和反間諜軟體所遺漏的惡意程式，包括間諜軟體、廣告軟體和假的安全軟體。

## 評價
- PC World的Preston Gralla寫到：「MBAM本身易於使用」。[4]
- CNET 在2008年表示MBAM能有效對抗 MS Antivirus 惡意軟體；[5] 並在2009年4月，將其列為25個特選（editor's choices ）電腦軟體之一。[6][7]
- Network World的 Mark Gibbs 在2009年1月給予MBAM 4顆星/5顆星的評價，並寫到：「它完全做到它該做的事。美中不足的是，它缺乏對於它所偵測到的詳情，使它沒能拿到5顆星」。[8]
- PC Magazine（縮寫「PCMag」）在2010年5月給予MBAM 3.5分/5分，並認為雖然它擅於移除惡意軟體，但它移除鍵盤側錄器和rootkit的能力較不足。[9]
- 由於企業中受感染的電腦通常會直接重灌，加上MBAM最善於移除而非偵測病毒，所以於企業電腦中使用MBAM的實用性值得懷疑。[10]
- 在2012年，Botcrawl.com 宣稱MBAM對於綁架軟體的移除很有效。[11]

## 和iobit的爭執
2009年11月2日，Malwarebytes公司控告 其競爭對手 IObit 在旗下的安全產品iobit security 360使用了MBAM(和其他未提及廠商的產品)的資料庫。Iobit反駁此控訴並聲明他們的資料庫來自使用者的上傳，因此有時會有和malwarebytes資料庫惡意程式名相同的情形發生，而且他們並沒有時間過濾掉這些名稱和Malwarebytes 相似的特徵碼。此外，iobit 表示Malwarebytes 並無確切的證據支持其指控，並再次保證他們並未竊取資料庫。 Malwarebytes在事後又再度回應，說他們並不滿足於iobit 的說法。

## 連結
- 官方网站